# Puerto Santo
Puerto Santo es un pueblo pesquero ubicado en el Municipio Arismendi, estado Sucre, Venezuela. Está formado por varios caseríos, entre ellos: cementerio,
```
la Playa, Mapire, Valle Verde, la Cruz, la Llanada de Río Caribe, la Llanada de Puerto Santo, la Rinconada, Juan Caribe, Barcelona, Mauraco, el Muco, el Guárico y el Cuchape. La posición geográfica de Puerto Santo es de 10º 42’ 45” de latitud Norte y 23º 10’ 00” de longitud Oeste.
```

## Historia
Luego de pasar por Mala Pascua Colón arribó a Puerto Santo, nombre que le da por sus aguas tranquilas.
En la bahía de Puerto Santo, fondeó la expedición española del llamado «Pacificador» Teniente General Don Pablo Morillo, quien había zarpado de Cádiz el viernes 17 de febrero de 1815, con diez mil hombres de desembarco; y según Bartolomé Tavera Acosta en su «Historia de Carúpano», la escuadra la componen Sesenta Velas y es jefe de ella el brigadier Pascual Enrile, quien a su vez, en tierra, hace de segundo del Ejército Pacificador.
El historiador carupanero señala que al salir de Cádiz la expedición estaba organizada así: «Un regimiento de León al mando del brigadier Antonio Cano; uno de Castilla con el Coronel Pascual Real de Jefe; otro de Victoria al mando del Coronel Miguel de la Torre (éste sustituyó a Morillo en el mando cuando en 1820 se retiró a España después del Armisticio; y también el derrotado por Bolívar en la Batalla de Carabobo el 24 de junio de 1821); otro de Extremadura a las órdenes del Coronel Mariano Ricafort; uno de Barbastro, al mando del Coronel Juan Cini; otro denominado de la Unión, cuyo Jefe era el Coronel Juan Francisco Mendivil; uno de caballería bajo el mando de los Coroneles Salvador Moxó y Juan Bautista Pardo, y la artillería a las órdenes de sus Jefes los Coroneles Alejandro Cavia y Grabiel de Torres».
Arribaron a las costas venezolanas 3 de abril de 1815 con un total de
sesenta naves de guerra de todo tipo. En Puerto Santo, Morillo recoge al Coronel Francisco Tomas Morales el mismo que había sido derrotado por la juventud el 12 de febrero de 1814 en la célebre Batalla de La Victoria, comandada por el General José Félix Ribas, a quien el Libertador (su sobrino materno) llamó el «Vencedor de los Tirones en La Victoria».
Hasta 1968 este importante centro poblado era territorio del antiguo Municipio Río Caribe del Distrito Arismendi. A partir de 1969 en este Distrito se creó el Municipio Puerto Santo (por razón histórica) con capital en El Morro de Puerto Santo. Los dirigentes de ambos centros eran parte de la Provincia de Nueva Andalucía, que abarcaba el territorio de los actuales estados Estado Anzoátegui, Monagas y Sucre.

## Límites
- Norte: Limita con el Mar Caribe, desde la Boca de Quebrada de las Playuelas, Coordenadas (N: 1.184.500 – E: 482.000), desde este punto limitado con la Parroquia El Morro de Puerto Santo, en línea recta al Sureste, pasando por la Caja de Agua hasta el Cerro El Morro, Coordenadas (N: 1.182.900 – E: 483.300), para seguir con otra recta hasta la Punta el Horno, Coordenadas (N: 1.184.100 – E: 484.600).
- Este: Limita con la Parroquia Río Caribe desde Punta El Horno en línea recta hasta el Pico en el Cerro Mauraco donde nace el Río Nivaldo, Coordenadas (N: 1.178.600 – E: 486.000), de allí continua en la línea recta al Alto de la Corona, Coordenadas (N: 1.175.300 – E: 488.000).
- Sur: Limita con el Municipio Benítez, por la Fila Maestra de Paria, desde la Cumbre de la Corona, Coordenadas (N: 1.175.300 – E: 488.000) en línea variable que sigue rumbo Oeste hasta la Cumbre de la Cerbatana, Coordenadas (N: 1.175.200 – E:481.500).
- Oeste: Limita con el Municipio Bermúdez, desde la Cumbre de la Cerbatana, Coordenadas (N: 1.175.200 – E: 481.500), hasta la Cumbre el Molino, donde nace la Quebrada El Mayal, Coordenadas (N: 1.179.600 – E: 478.600), continua por la Fila Maestra de paria hasta encontrar el Cerro Namariquita, Coordenadas (N:1.181.300 – E: 479.400), desde aquí en línea recta en dirección Noroeste a la desembocadura de la Quebrada de las Playuelas, Coordenadas (N: 1.182.400 – E: 476.600), punto de partida.